# Don
Don (ros. Дон, starożytny Tanais) – rzeka w południowej Rosji. Długość – 1950 km, powierzchnia zlewni – 422 000 km², średni przepływ – 935 m³/s.
Źródła rzeki znajdują się w północno-wschodniej części Wyżyny Środkoworosyjskiej. Początkowo płynie w kierunku południowo-wschodnim do Woroneża, a potem południowo-zachodnim aż do ujścia. W górnym biegu płynie wąską doliną, następnie rozlewa się szeroko na terenach nizinnych, znaczną część jego biegu zajmuje Zbiornik Cymlański (ok. 2600 km²). Don uchodzi deltą do Zatoki Taganroskiej na Morzu Azowskim w pobliżu Rostowa nad Donem.
Główne dopływy:
- Prawobrzeżne:
  - Doniec
- Lewobrzeżne:
  - Woroneż
  - Chopior
  - Miedwiedica
  - Sał
  - Zachodni Manycz

Główne miasta nad Donem:
- Azow
- Kałacz nad Donem
- Rostów nad Donem

Don jest pokryty lodem nawet przez 160 dni w roku. Rzeka jest żeglowna na odcinku ok. 1350 km od ujścia.
W swoim najbardziej na wschód wysuniętym odcinku rzeka połączona jest z Wołgą przez Kanał Wołga-Don (ok. 105 km długości), tworząc ważną drogę wodną. Główny port to Rostów nad Donem.

## Historia
We wczesnym średniowieczu dorzecze Donu zamieszkane było przez Słowian, którzy na początku VIII wieku zależni byli od państwa Chazarów. Od tego też czasu datuje się masowy wywóz pojmanych niewolników do krain kalifatu. Kroniki arabskie, wszystkich niewolników zarówno Słowian, oraz grup pochodzenia ugrofińskiego i prawdopodobnie skandynawskiego wymieniają pod wspólną nazwą Saqaliba, zaś korytarz wodny wzdłuż dorzecza Wołgi i Donu, stanowiący główną oś skąd przybywali niewolnicy, nazywają Nahr-as-Saqaliba ("rzeki Słowian"). Kaganowie chazarscy władali wówczas obszarami nad dolną Wołgą, Donem oraz na północnym Kaukazie. Podczas drugiej wojny arabsko-chazarskiej (722-737) skierowanej przeciwko kaganowi muzułmański generał Marwan Ibn Muhammad (ostatni kalif umajjadzki) miał wziąć do niewoli nad rzeką Don 20 tys. Słowian i prawdopodobnie przesiedlił ich w głąb kalifatu.